# CGT Brasil
La CGT Brasil fue una central obrera de Argentina, surgida en noviembre de 1980 durante la dictadura militar autodenominada «Proceso de Reorganización Nacional», desafiando la ley sindical recién sancionada que había disuelto la Confederación General del Trabajo y prohibía la conformación de centrales sindicales. Su secretario general fue Saúl Ubaldini.

## Historia
En noviembre de 1980, desafiando la ley, los sindicatos «confrontacionistas» nucleados en la Comisión de los 25 recreó la CGT, eligiendo a Saúl Ubaldini (cerveceros) como secretario general y Fernando Donaires (papeleros) como secretario adjunto. Otros sindicatos y dirigentes fueron Roberto García (taxistas), José Rodríguez (automotores), Roberto Digón (tabaco), Osvaldo Borda (caucho), Ricardo Pérez (camioneros), Carlos Cabrera (mineros). Por su parte, las corrientes dialoguistas se mantuvieron al margen y crearon en abril la Intersectorial CNT-20.
La central fue conocida como «CGT Brasil» por encontrarse su sede en la calle Brasil del barrio porteño de Constitución.
La CGT Brasil estableció un vínculo estrecho con el Equipo Pastoral Social de la Iglesia Católica, encabezado por monseñor Justo Laguna, cuyas máximas jerarquías comenzaban a tomar distancia de la dictadura, luego de darle su apoyo con el visto bueno del nuncio apostólico.

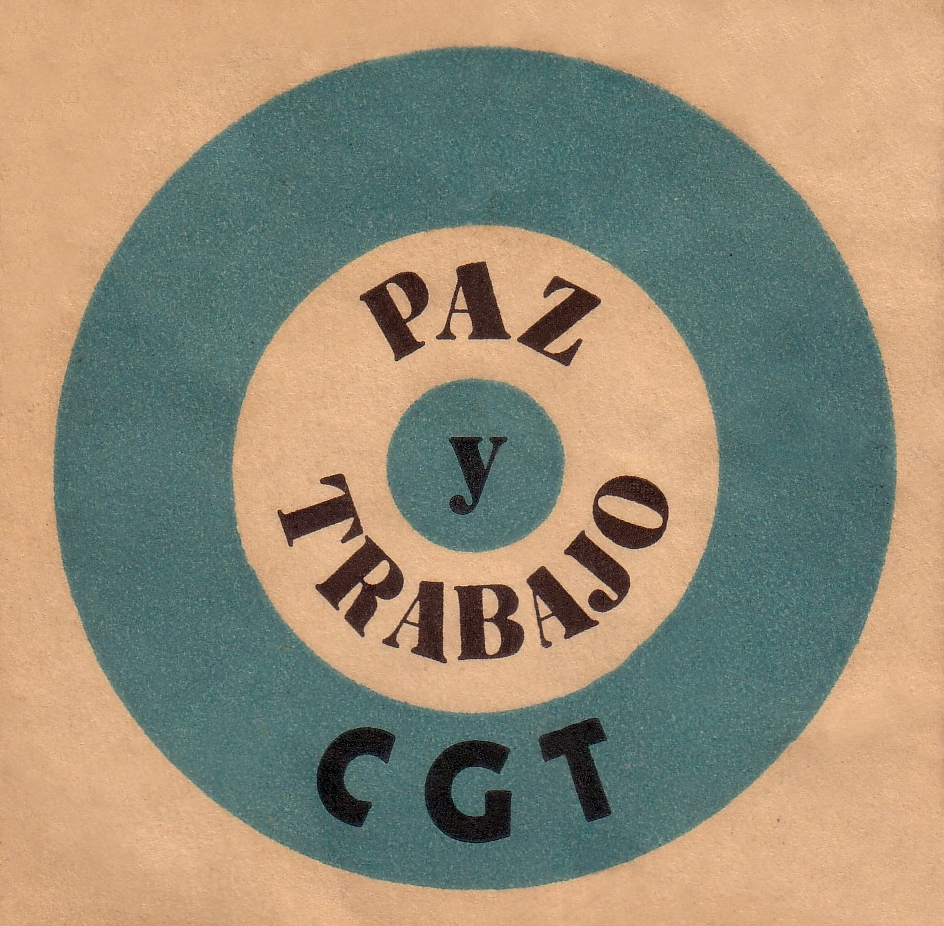
Mariposa de la CGT en la Marcha de San Cayetano, septiembre de 1981.

El 22 de julio de 1981 la CGT Brasil realizó la segunda huelga general, y el 7 de agosto de 1981 una importante movilización a la iglesia de San Cayetano, bajo el lema "Paz y trabajo", que se constituyó en el primer reclamo masivo en el que se oyó un cántico que se volvería habitual: «se va a acabar, la dictadura militar».
El 30 de marzo de 1982 la CGT Brasil convocó a una gran movilización a Plaza de Mayo y en varias ciudades del país bajo la consigna «La Patria convoca al Pueblo», que adquirió ribetes insurreccionales y terminó con miles de detenidos, decenas de heridos y el asesinato en Mendoza de dos militantes, entre ellos el secretario general del sindicato minero, José Benedicto Ortiz, mientras que la conducción de la CGT Brasil fue detenida e imputada de cometer delitos que contemplaban largos años de cárcel. La manifestación ha sido considerada como «el comienzo del fin» de la dictadura. Esa noche, la CGT Brasil dio a conocer su evaluación de la jornada afirmando que el régimen militar «está en desintegración y en debande», para reclamar la formación de «un gobierno de transición cívico-militar hacia la democracia».
Tres días después, el 2 de abril, las Fuerzas Armadas desembarcaron en las islas Malvinas y Georgias del Sur, recuperando un territorio que había sido ocupado por el Imperio británico en el siglo XIX, que constituye en Argentina una causa nacional común a todos los sectores del país, contra una potencia considerada imperialista y colonialista. Agotadas las negociaciones para impedir el enfrentamiento bélico el país se vio envuelto en la guerra de las Malvinas, que obró como una tregua para el conflicto social interno. La CGT Brasil, bajo la consigna «Primero la Patria», decidió hacer «un paréntesis en su plan de acción», «con el propósito de no perturbar la gesta de la recuperación soberana de las Malvinas y la lucha entre todos los frentes contra el imperialismo» y destacó «el coraje y la valentía de los soldados que lucharon por las Malvinas y la firme oposición argentina a las absurdas pretensiones del colonialismo caduco», pero sin apoyar la dictadura, a la que contestaba que «Los subversivos de ayer somos los patriotas de hoy», en referencia a la convocatoria del gobierno a la CGT para integrar la delegación de organizaciones civiles que se trasladó a las Islas Malvinas, cuando tres días antes sostenía que la CGT había sido disuelta. Ricardo Pérez, secretario de Prensa de la CGT Brasil, aclaraba de este modo la postura de la central sindical:

Deseamos aclarar que no estamos aquí para hacer más fuerte la posición del gobierno argentino, que es una dictadura, que no es un gobierno elegido. Estamos aquí para explicar la posición del pueblo argentino, que ha sentido por largo tiempo que los territorios perdidos debían reconquistarse. Pero la reconquista de las Malvinas no modifica en modo alguno nuestros
serios problemas internos.
Ricardo Pérez

Durante la guerra, en el mes de mayo, los sectores dialoguistas reunidos en la Intersectorial CNT-20, crearon la «CGT Azopardo» y se instalaron en el edificio histórico de la CGT ubicada en la calle homónima, con la anuencia del gobierno militar. La dirección recayó en un cuarteto integrado por Jorge Triaca y Ramón Baldassini por la CNT, y Jorge Luján y Luis Etchezar por la Comisión de los 20.
La derrota en la guerra, formalizada en la rendición del 14 de junio, arrastró a las Fuerzas Armadas a un colapso institucional, que causó la caída de Galtieri y el desbande desordenado de la dictadura. Con el régimen en retroceso, se multiplicaron las huelgas, protestas y movilizaciones reclamando el retorno de la democracia. El 17 de junio Roberto García (taxistas), de la CGT Brasil, declaró a la prensa:

Hay indudablemente una nueva etapa que indiscutible va a transitar el pueblo y uno de los objetivos primordiales es la
vuelta a la democracia, a las instituciones del país.
Roberto García

El 22 de septiembre de 1982 la CGT Brasil convocó a una huelga general con movilización a Plaza de Mayo bajo el lema «Paz, Pan, Trabajo», con alto acatamiento. El 6 de diciembre de 1982 las dos CGT realizaron una huelga general apoyada por la Multipartidaria, que tuvo acatamiento total. El 16 de diciembre las dos CGTs participaron en la Marcha de la Multipartidaria por la Democracia reclamando elecciones, con la participación de más de cien mil personas, donde fue asesinado el obrero metalúrgico Dalmiro Flores, afiliado a la UOM, a la vez que su asesino, un policía vestido de civil desde Falcon verde gritaba «¡Morite, peronista hijo de puta!». El 22 de septiembre de 1983 la CGT Brasil participó en la III Marcha de la Resistencia organizada por las Madres de Plaza de Mayo.
Dos meses después de reconquistada la democracia (10 de diciembre de 1983), en febrero de 1984 la CGT Brasil se reunificó con la CGT Azopardo reestableciendo la unidad de la CGT, que sería normalizada mediante el Congreso de 1986. Como secretario general fue elegido Saúl Ubaldini.